# Franklin Lakes
Franklin Lakes is een plaats (borough) in de Amerikaanse staat New Jersey, en valt bestuurlijk gezien onder Bergen County. Het is vooral bekend vanwege de enorme villa's en landhuizen, en is een van de rijkste county's in de Verenigde Staten.

## Demografie
Bij de volkstelling in 2000 werd het aantal inwoners vastgesteld op 10.422.
In 2006 is het aantal inwoners door het United States Census Bureau geschat op 11.340, een stijging van 918 (8,8%). In de stad wonen vele (nakomelingen van) Nederlandse emigranten. Er bevindt zich een Gereformeerde Gemeente (Netherlands Reformed Congregation) met 626 leden.

## Geografie
Volgens het United States Census Bureau beslaat de plaats een oppervlakte van
25,5 km², waarvan 24,5 km² land en 1,0 km² water.

## Plaatsen in de nabije omgeving
De onderstaande figuur toont nabijgelegen plaatsen in een straal van 8 km rond Franklin Lakes.